# Джантар-Мантар (Удджайн)
Джантар-Мантар або Ведх-Шала (гінді वेधशाला, англ. Jantar Mantar) — давня астрономічна обсерваторія у священному індійському місті Новий Удджайн. Обсерваторію побудував магараджа Джай Сінґх II у 1725 році. Вона складається з 13 астрономічних інструментів. Обсерваторія є однією з п'яти обсерваторій, які Джай Сінґх II побудував, поки був губернатором Удджайна.
Ведх-Шала побудована з метою вимірювання місцевого часу, висоти місця, а також вимірювання схилення Сонця, зір і планет і визначення затемнень. Рух, швидкість і властивості зір і планет також реєстрували за допомогою кількох спеціальних приладів.
Джай Сінґх II також був астрономом і глибоко цікавився наукою. На початку XVIII століття він послав своїх вчених до кількох країн для вивчення конструкції обсерваторій та будови астрономічних приладів. Вчені повернулися зі своїми спостереженнями та багатьма посібниками з астрономії. Згодом між 1724 і 1737 роками Джай Сінґх II побудував п'ять обсерваторій у Джайпурі, Матхурі, Делі, Удджайні та Варанасі.
Місто Удджайн було індійським аналогом Гринвічу — через нього в індійській традиції проходить перший меридіан довготи. Крім того, місто лежить дуже близько до тропіка Рака.